# 愛沙尼亞國家男子排球隊
愛沙尼亞國家男子排球隊是愛沙尼亞的國家男子排球隊。愛沙尼亞在1992年加盟國際排聯。從2009年開始，愛沙尼亞連續三年參加了歐洲排球錦標賽。